# Latavius Murray
Pour les articles homonymes, voir Murray.
(en) Statistiques sur pro-football-reference
Latavius Murray, né le 18 janvier 1990 à Titusville, Floride, est un joueur américain de football américain. Il joue running back pour les Ravens de Baltimore en National Football League (NFL).